# Химична реакция
Химичната реакция е процес, който води дo химична трансформация на едни химични вещества в други вещества (сложни), най-често различни по състав и строеж от изходните. В нея участват градивните частици на веществата – атоми, молекули или йони. В хода на реакцията частиците (атоми/йони) само се прегрупират, не се променя и масата на веществата. Веществата, които се получават при превръщането, се наричат продукти на реакцията. Реакциите протичат, съпроводени от външни признаци: отделяне на газ, топлина или светлина, образуване на утайка от неразтворимо вещество или промяна на цвета. Условията за протичане на реакцията са увеличаване на контактната повърхност на реагентите или на енергията им чрез нагряване.

## Протичане на химична реакция
Протичането на една химична реакция зависи преди всичко от вида на изходните вещества и контакта по между им. Химичните реакции могат да протичат с промяна на цвета на веществата, образуване или разтваряне на утайка, отделяне на газ, отделяне и поглъщане на топлина и светлина.

### Хетеролитична реакция
Химична реакция, при която участват йони – електронната двойка е притеглена изцяло към едната частица. Такива са йонообменните реакции, хидролизата, естерификацията.

## Видове химични реакции

### Аналитични

#### Химично разлагане
Това е вид химична реакция, при която от едно сложно вещество се получават 2 или повече прости и/или сложни вещества.
2H2O2 → 2H2O + O2

#### Химично съединяване
Когато 2 или повече прости/сложни вещества се съединят и се получи 1 сложно вещество, това е химично съединяване (химично съединяване не трябва да се бърка с Химично съединение!).
NH3 + HCl → NH4Cl
C + O2 → CO2

#### Химично заместване
Това са реакции, при които атомите на един химичен елемент от едно просто вещество изместват атомите на друг химичен елемент от едно сложно вещество и се получава ново просто вещество на друг химичен елемент и ново сложно вещество.
2KBr + Cl2 --> 2KCl + Br2

### Йонообменни
Това са реакции, протичащи между водни разтвори на електролити. Електролитите са вещества с йонна или силно полярна ковалентна химична връзка. Провеждат електричен ток. Електролити са киселини, основи и соли. При йонообменините реакции се осъществява обмен на йони и една реакция протича когато се получава газ, утайка или слаб електролит. Степента на окисление при йонообменните реакции не се променя. Според електролитната дисоциация всички процеси, които могат да се запишат със съкратено йонно уравнение, се наричат неутрализация.
Ca(OH)2 + H2CO3 —> CaCO3↓ + 2H2O
K2S + 2HCl → 2KCl + H2S↑
KOH + HCl → KCl + H2O
Има и такива реакции, които протичат без промяна в степента на окисление, но не са йоннообменни. Те са два типа:
- реакции, в които едно от изходните вещества е неразтворимо или е оксид;
- реакции, в които продуктите са разтворими съединения.

### Окислително-редукционни
Такива са реакциите, при които се осъществява обмен на електрони. Степента на окисление се променя. Процесът може да бъде разглеждан в две части – процес на отдаване на електрони и процес на приемане на електрони.
C0 + O20 → C+4O2-2

### Естерификационни
Реакция между алкохол (или фенол) и кислородосъдържаща киселина, в резултат на която се образуват естер и вода. Този процес е бавен, обратим, молекулен и катализиран. Например:
C2H5OH + HONO2 ↔ C2H5ONO2 + H2O

### Трансформационни
Реакции, при които веществото преминава от един свой изомер в друг.